# Kuorasjärvi
Kuorasjärvi är en sjö i Finland. Den ligger i kommunen Alavo i landskapet Södra Österbotten, i den sydvästra delen av landet, 290 km norr om huvudstaden Helsingfors. Kuorasjärvi ligger 106 meter över havet. Den är 6,38 meter djup. Arean är 12,28 kvadratkilometer och strandlinjen är 50,96 kilometer lång. Sjön  ingår i Lappo å huvudavrinningsområde.   I omgivningarna runt Kuorasjärvi växer i huvudsak blandskog. Den sträcker sig 8,1 kilometer i nord-sydlig riktning, och 5,0 kilometer i öst-västlig riktning.
I övrigt finns följande i Kuorasjärvi:
- Pyörösaari (en ö)
- Varpussaari (en ö)
- Pajusaari (en ö)
- Kaitasaari (en ö)
- Pölkynsaari (en ö)
- Etelä-Majasaari (en ö)
- Voisaari (en ö)
- Voikari (en ö)
- Likosaaret (en ö)
- Haukkakari (en ö)
- Hirvikari (en ö)
- Vuohisaari (en ö)
- Variskari (en ö)
- Kutusaaret (en ö)
- Ollinsaari (en ö)
- Pohjois-Majasaari (en ö)
- Järvenpäänkari (en ö)
- Lemmenkallio (en ö)